# 35 Brygada Artylerii Armat

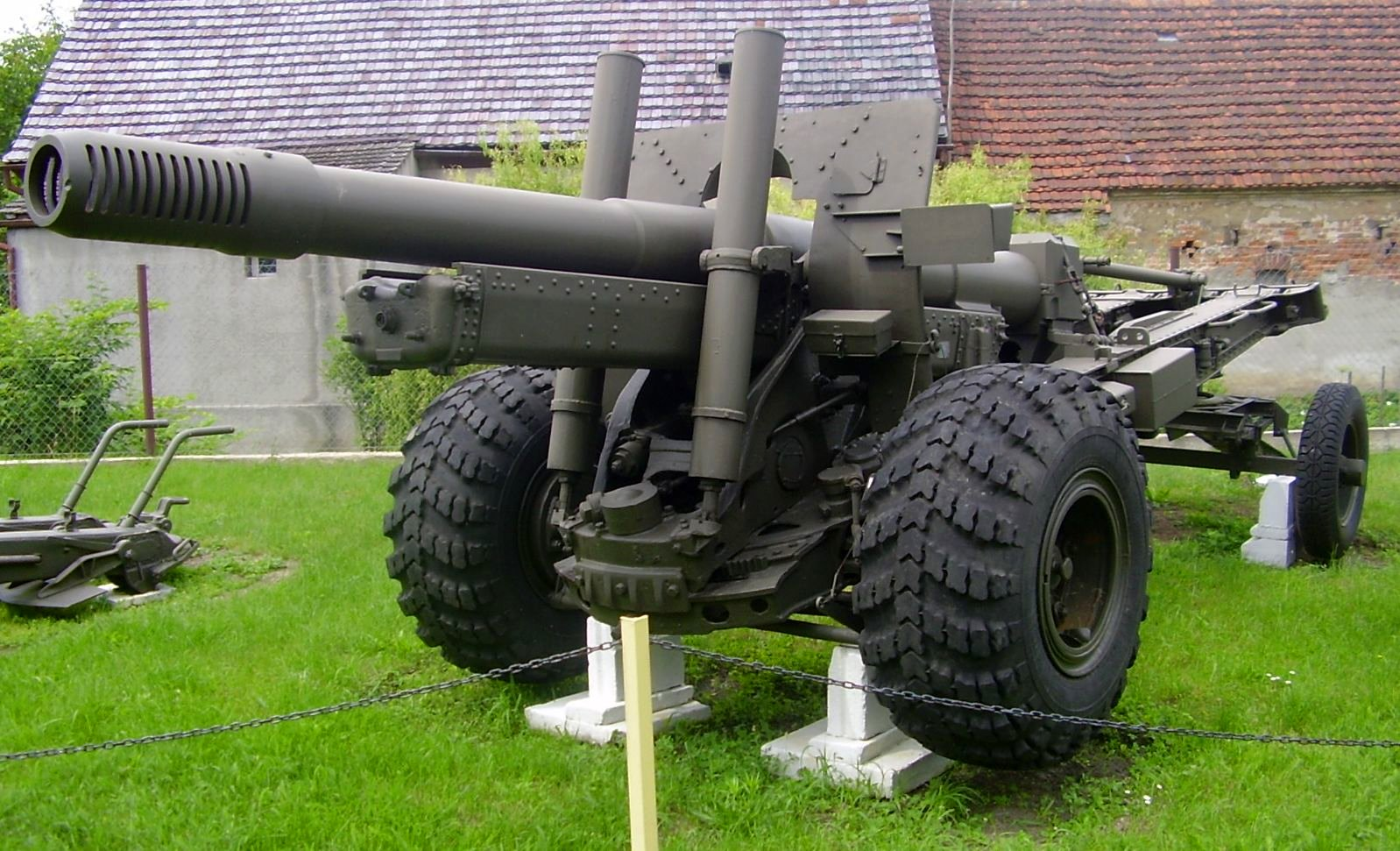
152 mm haubicoarmata wz. 1937

35 Brygada Artylerii Armat (35 BAA) – związek taktyczny artylerii ciężkiej Wojska Polskiego.
Brygada została sformowana w okresie od października do grudnia 1956 roku na bazie 120 pułku artylerii ciężkiej z 11 Korpusu Armijnego. Weszła w skład 10 Dywizji Artylerii Armat. Stacjonowała w garnizonie Tarnowskie Góry. Latem 1957 roku 35 BAA została przeformowana w 115 dywizjon artylerii haubic, który wszedł w skład 10 Sudeckiej Dywizji Pancernej.

## Dowódca brygady
- ppłk Czesław Wójtkowski

## Skład organizacyjny
Dowództwo brygady
- dywizjon haubicoarmat 152mm
  - dwie baterie ogniowe
  - skadrowana bateria ogniowa
- dywizjon armat 130 mm
  - dwie baterie ogniowe
  - skadrowana bateria ogniowa
- dywizjon szkolny
- bateria dowodzenia
  - plutony: rozpoznawczy, łączności, topograficzny
- kwatermistrzostwo

Brygada liczyła etatowo 677 żołnierzy. Na uzbrojeniu posiadała 21 sztuk 130 mm armat (w rzeczywistości były to "zamienniki") i 18 haubicoarmat 152 mm